# Makou (köpinghuvudort i Kina, Jiangxi Sheng, lat 28,96, long 115,76)
Makou är en köpinghuvudort i Kina. Den ligger i provinsen Jiangxi, i den sydöstra delen av landet, omkring 33 kilometer norr om provinshuvudstaden Nanchang. Antalet invånare är 26 516. Befolkningen består av 12 632 kvinnor och 13 884 män. Barn under 15 år utgör 21,0 %, vuxna 15-64 år 71 %, och äldre över 65 år 6,0 %.
Runt Makou är det tätbefolkat, med 356 invånare per kvadratkilometer. Makou är det största samhället i trakten. Trakten runt Makou består till största delen av jordbruksmark.
Genomsnittlig årsnederbörd är 2 096 millimeter. Den regnigaste månaden är juni, med i genomsnitt 340 mm nederbörd, och den torraste är oktober, med 36 mm nederbörd.